# ブラックパンサー (映画)
『ブラックパンサー』（原題: Black Panther）は、マーベル・コミックの同名のスーパーヒーローをベースとした、2018年のアメリカ合衆国のスーパーヒーロー映画。監督はライアン・クーグラー、脚本はクーグラーとジョー・ロバート・コール、出演はチャドウィック・ボーズマン、マイケル・B・ジョーダン、ルピタ・ニョンゴ。「マーベル・シネマティック・ユニバース」（MCU）の18作品目の作品。マーベル・スタジオ製作、ウォルト・ディズニー・スタジオ・モーション・ピクチャーズ配給。
第91回アカデミー賞において、スーパーヒーロー映画として初めてとなる作品賞にノミネートされた。

## 概要
この映画は黒人の監督による黒人を主人公にした映画として注目された。キャストや制作スタッフも大半が黒人であり、ヨーロッパやアフリカをはじめ世界中からアフリカ系のプロフェッショナルが集結していた。
2018年3月24日に『アベンジャーズ』を超え、北米で史上最高の興行成績を獲得したスーパーヒーロー映画になった。
また、サウジアラビアで2018年4月に映画館が約35年ぶりにオープンした際の初上映作品になった。
前述の通り、第91回アカデミー賞において、史上初のアメコミ映画かつスーパーヒーロー映画として作品賞にノミネートされた。この回では作品賞を含めた7部門にノミネートされ、作曲賞・美術賞・衣装デザイン賞の3部門を受賞した。

## ストーリー
遥か昔、地球にヴィブラニウムと呼ばれる鉱石で出来た隕石が落ちてきた。やがてその地アフリカで5つの部族が戦争を始める。一人の戦士がヴィブラニウムの影響を受けたハート型のハーブを摂取し、超人的な力を持つ「ブラックパンサー」となった。彼の下に4つの部族が集まり、ワカンダ国となった。だがジャバリ族だけは参加せず、姿を隠した。
何世紀もたち、ワカンダは世界から隔絶された、高度な科学技術を持つ超文明となった。1992年、当時のティ・チャカ国王は、カリフォルニア州オークランドに潜入していた弟のウンジョブを訪ねる。 ティ・チャカは、密偵ズリを通じ弟がワカンダから得た武器を武器商人ユリシーズ・クロウに渡していたことを知り、彼を問い詰め、そして亡き者にした。
それから26年後の2018年、ヘルムート・ジモが起こした爆破テロによるチャカの死とそれに伴うアベンジャーズの内乱の後、チャカの息子ティ・チャラが新国王に即位する運びとなる。戴冠の儀式で、彼はジャバリ族の挑戦者エムバクを打ち負かし、晴れてワカンダは新たな国王を迎えた。
それからしばらくして、エリック・スティーブンズという男がクロウと結託してロンドンの博物館を襲撃した。ティ・チャラは友人ウカビに彼と因縁のあるクロウの逮捕を約束し、親衛隊長オコエ、幼なじみの恋人ナキアを連れ、裏取引が行われている韓国・釜山へと向かう。同じく潜入していたCIAのエヴェレット・ロス捜査官と手を組んでクロウを捕らえるが、取り調べ中にエリックの襲撃を受け奪還されてしまう。ナキアをかばい重傷を負ったロスを救うため、ティ・チャラはロスを連れてワカンダへの帰国を余儀なくされる。
シュリがロスの治療に当たっている間に、ウカビのもとにエリックが現れる。彼は手土産としてクロウの亡骸を引き渡し、国王との謁見を求める。エリックの本名はウンジャダカといい、亡きウンジョブの息子にして王位継承権を持っていた。ティ・チャラの問いにズリはかつて起きた事を話す。エリックは父を失った後、「死の商人」とあだ名される兵士に育ち、祖国ワカンダの技術と武器をもって世界中のアフリカ系民族を迫害から救うために帰還し、王位を求めて現れたのである。再び儀式が行われ、エリック・キルモンガーは仲裁に入ったズリを殺害すると、ティ・チャラを谷底に突き落とし、ついに王位を得る。そしてハート型のハーブを摂取してブラックパンサーの力とスーツを得ると、残るハーブを全て焼き払い、ワカンダの武器を全世界の同胞へ輸送するよう命じる。
ナキア、シュリ、ラモンダ、そして一命をとりとめたロスは密かに得ていたハーブを一つ持って脱出し、ジャバリ族に援助を求める。ティ・チャラはエムバクによって仮死状態で保護されており、最後のハーブによって息を吹き返す。そしてキルモンガーを倒すべく、再びスーツを着用する。
シュリとナキア、キルモンガーに反旗を翻したドーラ・ミラージュはウカビと彼の軍隊に挑み、ロスはシュリのサポートを受けてジェットを遠隔操縦して兵器を搭載した輸送機を撃墜していく。エムバク率いるジャバリ族がティ・チャラの援護に加わり、ヴィブラニウム採掘場ではティ・チャラとキルモンガー、二人のブラックパンサーが中断された王位継承の儀式を再開させる。ティ・チャラの一撃がキルモンガーを貫き、ついに戦いに終止符が打たれる。キルモンガーは治療を拒み、投獄よりも自由ある死を選択する。ティ・チャラの計らいで祖国ワカンダの美しい景色を眺めながら、ついにエリック・キルモンガーはこの世を去る。
全てが終わり、ティ・チャラは再びオークランドを訪れ、ウンジョブとエリックが住んでいたアパートを買い取り、支援センターを作ることをシュリに語る。ミッド・クレジット・シーンでは、ティ・チャラがついにワカンダの全てを明らかにすることを国連で演説する。そしてポスト・クレジット・シーンでは、治療を終えたホワイトウルフことバッキー・バーンズにシュリが語り掛ける。

## 登場人物・キャスト
ティ・チャラ / ブラックパンサー
演 - チャドウィック・ボーズマン、日本語吹替 - 田村真
本作の主人公である、“一国の主”と“ブラックパンサー”という2つの使命を持つワカンダの若き国王。
“神秘のハーブ”を摂取したことでブラックパンサーとしての超人的な身体能力を得ており、水面下で母国をはじめ、難民を中心とした世界の人々を守っている。
アベンジャーズの内乱でヘルムート・ジモが引き起こした爆破テロによって、父である先代国王ティ・チャカが死亡したため、儀式を経てワカンダの新国王となるものの、ワカンダの宿敵であるクロウやキルモンガーとの対峙により父が隠していた真実を目の当たりにし、キルモンガーと王位を巡る決闘に臨むことになる。
幼年期のティ・チャラ
演 - アシュトン・タイラー
エリック・“キルモンガー”・スティーヴンス / ウンジャダカ
演 - マイケル・B・ジョーダン、日本語吹替 - 津田健次郎
元アメリカの秘密工作員にして、アフリカ系アメリカ人の傭兵である本作のメインヴィラン。
その正体はティ・チャカの弟のウンジョブがアメリカ人女性との間に儲けた一人息子の“ウンジャダカ”で、父を殺害し、自分をオークランドに置き去りにした伯父一家への復讐と、父の悲願である黒人の社会的立場向上のため、ワカンダの王位を狙って、同国のテクノロジーによる世界征服を企む。
ナキア
演 - ルピタ・ニョンゴ、日本語吹替 - 皆川純子
ワカンダのスパイ“ウォー・ドッグ”の一員として世界各国で活動している、ワカンダの“リバー族”の女性で、ティ・チャラの幼馴染み。かつてはドーラ・ミラージュに属し、ティ・チャラと恋人同士だった。
アフリカの奴隷商人らへの内偵を完了させてワカンダに戻り、その後はティ・チャラたちと行動を共にしていく。
オコエ
演 - ダナイ・グリラ、日本語吹替 - 斎賀みつき
ワカンダの国王親衛隊“ドーラ・ミラージュ”の隊長を務める、ティ・チャラのボディガード。彼女もティ・チャラやナキアの幼馴染みでもある。
エヴェレット・K・ロス
演 - マーティン・フリーマン、日本語吹替 - 森川智之
かつて対テロ共同対策本部の副司令官を務めていたCIA捜査官。本作ではジモの逮捕に際して、ティ・チャラの介入を秘匿して彼に貸しを作っていたことや、元アメリカ空軍パイロットであったことも明かされ、釜山でティ・チャラと再会したことからワカンダと世界の命運をかけた戦いに身を投じ、パイロット時代に培った航空機操縦の腕も振るう。
ウカビ
演 - ダニエル・カルーヤ、日本語吹替 - 中井和哉
ワカンダの“ボーダー族”のリーダーにしてティ・チャラの親友であり、オコエの恋人。儀式では親友としてティ・チャラを応援して彼が勝利すると喜ぶも、ティ・チャラが自身の仇であるクロウを取り逃してしまったと知らされると失望し、ティ・チャラに従うことに抵抗を覚え始め、後にクロウを亡き者にして現れたキルモンガーにワカンダの変革を目的として彼と結託し、ティ・チャラに見切りをつけてしまう。
シュリ
演 - レティーシャ・ライト、日本語吹替 - 百田夏菜子
ティ・チャラの妹でワカンダ王国の王女。16歳にしてヴィブラニウム工学の天才科学者・発明家でもある。
自らもティ・チャラと同様に父を失って間もない身でありながら、ワカンダの新たな国王に就任した兄を、ナキアやオコエたちと同様にその前向きな心で支えていく。
エムバク
演 - ウィンストン・デューク、日本語吹替 - 木村昴
ワカンダの山奥に棲み、長い間ワカンダ王家とは距離を置いてきたジャバリ族のリーダーで、古来より他部族から不当に扱われたことから王家を嫌悪している。
王位継承の儀式での決闘でティ・チャラと打ち合って敗北し、ティ・チャラの温情で命は失わずに済んだ。後にキルモンガーとの決闘で意識不明となったティ・チャラを、決闘で命を奪わなかった借りから介抱する。
ウンジョブ
演 - スターリング・K・ブラウン、日本語吹替 - 遠藤大智
ティ・チャカの弟で、ウンジャダカの父親。
本編開始から30年前、アメリカでウォー・ドッグとしてスパイ活動にあたっていたが、過激派組織に与し、クロウと結託してヴィブラニウムを母国から盗み出していた。
そして1992年に、滞在先のオークランドに駆けつけた兄に母国への連行を言い渡されるが、ズリに銃口を向けたことで彼を庇ったティ・チャカの行動により、事故的な形で死亡した。
アヨ
演 - フローレンス・カサンバ、日本語吹替 - 織部ゆかり
ドーラ・ミラージュの隊員の一人。かつてティ・チャラがアベンジャーズの内乱にスカウトされた時に彼と共に先行登場していた。
ティ・チャカ
演 - ジョン・カニ、日本語吹替 - 佐々木敏
ティ・チャラとシュリの父親。ワカンダ王国の先代王にして先代ブラックパンサー。1992年のオークランド訪問で起こしてしまったウンジョブとの一件を、ワカンダのために隠蔽していた過去があった。そして、ウィーンでのソコヴィア協定署名式で、ジモが引き起こした爆破テロで命を落とした。
本作では回想シーンと、ティ・チャラがハーブを飲用して不可思議な空間に送られたシーンに登場する。
青年期のティ・チャカ
演 - アタンドワ・カニ、日本語吹替 - 滝知史
コリスワ
演 - サイデル・ノエル
ドーラ・ミラージュの隊員の一人。
リムバニ
演 - デヴィッド・S・リー、日本語吹替 - 堀総士郎
クロウやキルモンガーの仲間のテロリストの男性。
リンダ
演 - ナビャー・ビー
リムバニと同様、クロウやキルモンガーの仲間のテロリストの女性で、キルモンガーとは懇意の関係である。
ギャンブラー
演 - スタン・リー、日本語吹替 - 高桑満
韓国の釜山にあるカジノで遊んでいた老人。
トーマス
演 - フランシスカ・ファリダニー
グレートブリテン博物館の支配人の女性で、工芸品の専門家でもある。客に扮して博物館に来訪したキルモンガーと、救急隊員に変装したクロウに射殺されてしまう。
ソフィア
演 - アレクシス・リー、日本語吹替 - 木村涼香
釜山にあるチャガルチ市場で露店を営む、現地の中年女性。ナキアやクロウと顔馴染みである。
グリオ
声 - トレバー・ノア
ラモンダ
演 - アンジェラ・バセット、日本語吹替 - 幸田直子
ティ・チャラとシュリの母親でワカンダ王国の女王。先代国王で夫のティ・チャカを亡くした悲しみにくれながらも、持ち前の慈悲深さでティ・チャラやシュリを優しく支え、リーダーシップと穏やかさで評議会の人々もまとめる。
ズリ
演 - フォレスト・ウィテカー、日本語吹替 - 玄田哲章
ワカンダの王位継承の儀式を取り仕切る高僧で、ティ・チャカの側近でもあった長老的存在。ティ・チャラの良き教育係にして相談相手でもある。同時にティ・チャカのウンジョブに対する秘密を共有し、現在に至る。
青年期のズリ
演 - デンゼル・ウィテカー、日本語吹替 - 後藤光祐
ユリシーズ・クロウ
演 - アンディ・サーキス、日本語吹替 - 広田みのる
ヴィブラニウムの密輸を企て、南アフリカのブラックマーケットを仕切っている武器商人。以前ウルトロンに切断された左腕には、強力な衝撃波を放つアームキャノンが内蔵された義手を装着している。キルモンガーとは協力関係にあり、本作の30年前にワカンダに侵入し、ヴィブラニウムが保存されたボトルを大量に強奪した上でワカンダの国境を爆破して逃走した一件で、ワカンダの評議会から大罪人として認知されている。

### ノンクレジット・カメオ出演
ジェームズ・ブキャナン・“バッキー”・バーンズ / ウィンター・ソルジャー / ホワイトウルフ
演 - セバスチャン・スタン、日本語吹替 - 白石充
第二次世界大戦中に谷底に転落して左腕を失う重傷を負いながら行方不明になり、“ヒドラ”によって同組織の暗殺者“ウィンター・ソルジャー”へと仕立て上げられた、スティーブ・ロジャース/キャプテン・アメリカの幼馴染みにして親友。アベンジャーズの内乱の末に、ティ・チャラの手引きでワカンダへと亡命し、ヒドラの洗脳を解く術が見つかるまで冷凍睡眠装置に入って眠りにつき、ティ・チャラから“ホワイトウルフ”の称号を授かっていた。

## 設定・用語

### ヴィブラニウム
遥か太古の昔に、宇宙からの隕石として地球にもたらされ、ワカンダの鉱床で採掘される頑強で不可思議な性質を秘める鉱石。

### テクノロジー
本作に登場する装備やビークルなどの多くは、シュリたち“ワカンダ・デザイン・グループ”によって改良・研究開発されたものであり、加工されたヴィブラニウムが取り込まれている。

#### ヒーロー・ヴィランの装備
ブラックパンサーのツール
黒豹モチーフの“ブラックパンサー・スーツ”の旧スーツと新スーツ（銀の首飾り）、“ロイヤル・リング”、“EMPビーズ”を装備・操縦する。

キルモンガーの装備・アイテム
“ロイヤル・リング”、“ドゴン族の仮面”、スプリングフィールド・アーモリー 1911 ローデッド MCオペレーター、ダニエルディフェンス DDM4 MK18 アサルトライフル、“古代の剣と槍”、“ブラックパンサー・スーツ”の新スーツ（金の首飾り）を装備・駆使する。

ソニック・アーム・キャノン
ユリシーズ・クロウのプラスチック製左義手に内蔵されている銃砲。

#### その他のアイテム・武器
ハーブ
紫色に光るハート形をした神秘のハーブで、太古の昔にアフリカ大陸に落着したヴィブラニウム隕石のエネルギーを受けて変異した特殊な植物。
キモヨ・ビーズ
ワカンダの国民がブレスレットとして片腕にはめているヴィブラニウム製の数珠玉。通話から、負傷者の応急手当てにまで使用できる。
リモート・アクセス・キモヨ・ビーズ
派生改良型のディスク型キモヨ・ビーズ。これを貼り付けられることで乗り物を遠隔操作できる。
リング・ブレード
ナキアが使用する、近接攻撃と投擲に使用される一対の大型チャクラム。
ヴィブラニウム・スピア
オコエたちドーラ・ミラージュの隊員の主武装である長槍。
ヴィブラニウム・ガントレット
シュリが両手に装備する、豹の頭部を模した一対のガントレット。
ソニック・スピア
ボーダー族の戦士たちの主武装である長槍。
シールド・バリア
ボーダー族が使用する防壁のバリア。羽織ったマントを前面に張ることで、バリアを張る。
バシェンガの槍
ワカンダの歴史の中で最初の王にしてブラックパンサーとなった男“バシェンガ”が振るっていた長槍。現代ではズリが王位継承の儀式の際に携える。
スニーカー
ティ・チャカが観賞していた古いアメリカ映画をヒントにシュリが作った特殊な靴。
通信用チップ
シュリが新開発した小さな通信用チップ。

#### その他のテクノロジー・ビークル
サンドテーブル
シュリのラボや、ロイヤル・タロン・ファイターに置かれている特殊なテーブル型装置。
ソニック・スタビライザー
ヴィブラニウムの鉱床“グランド・マウンド”に構えられるハイパーループ内に多数備わった光るパネル。
グリオ
シュリによって造られ、彼女のラボで起動する人工知能。
レクサス・LC500&レクサス・GS F
韓国での活動のために、ティ・チャラの指示で現地に配備されたクーペとセダン。
マグレヴ・トレイン
ワカンダ製の磁気浮上式電車。
ロイヤル・タロン・ファイター
ワカンダの王家専属航空機。“タロン”は“爪”を意味し、上下から見る外観はアフリカの民族仮面がモチーフである。国王たちの移動や戦闘といった活動に運用される。
ドラゴン・フライヤー
ワカンダに複数配備されている、トンボのような外観をした戦闘機。
輸送機
クライマックスでキルモンガーが、ソニック・スピアの輸送に世界中の主要都市に派遣しようとした小型輸送機。

### ワカンダ国外の銃器・ビークル

#### 銃器
- ハンドガン
  - グロック17 - セリエント・アームズタイプと純正品の2種類が登場。
  - SIG-Sauer P226R - クロウと彼の手下たちや、エヴェレットがカジノで使用し、ナキアもクロウの手下のものを奪って発砲する。
- ライフル
  - AKMS
  - AKM
  - FN FAL
  - M16A4
- マシンガン
  - ブローニングM2重機関銃
  - PKM

#### ビークル
- ランドローバー・レンジローバースポーツ L494 - 釜山でエヴェレットが運転し、レクサス・GS Fを破壊されたナキアとオコエも同乗する。

アフリカの奴隷商人の一味
- いすゞ・ビッグホーン（初代）
- メルセデス・ベンツ・Gクラス（W460型）
- ウニモグ404Sシリーズ
- トヨタ・ランドクルーザー（60系）
- トヨタ・ハイラックスサーフ

- （初代N60系）
- （3代目N180系）
- （5代目N280系）

クロウの一味
- ルノー・マスター（2代目） 
- フィアット・デュカト（3代目）
- トヨタ・ハイラックスサーフ（5代目N280系）
- セスナ 170A

### 国家・地域・施設
ワカンダ
中央アフリカの小国。これまでのMCU作品の中で何度かその存在を示唆されてきたが、本作において主な舞台となり、遂にそのベールが明かされる。
ワカンダを守る女性兵士の集団であるドーラ・ミラージュは、ダホメ王国にかつて存在した女性兵士の軍団であるアゴジェをヒントにしている。
オークランド
アメリカ合衆国カリフォルニア州アラメダ郡の郡庁所在地である港湾都市。かつてウンジャダカ/キルモンガーは少年期に、この都市の一角にあるアパートで父親のウンジョブと滞在しており、アパートに隣接するバスケットコートで同年代の子どもたちとよく遊んでいた。ティ・チャカは弟のウンジョブをアパートで手にかけ、ウンジャダカを置き去りにしていた。
物語のラストに、ワカンダの開国の一環としてティ・チャラは、ウンジャダカたちが住んでいたアパートを買い取り、そこにワカンダ初の国際支援センターを設置することも決める。
サンビサ森林
ナイジェリア北東部のボルノ州に位置する広大な森林地帯。物語の前半で、ティ・チャラとオコエが任務中のナキアを連れ出すために、彼女が潜入していたテロリスト集団と交戦・撃退し、捕らわれていた奴隷たちを解放する。
グレートブリテン博物館（Museum of Great Britain）
イギリスのロンドンに構えられた博物館。西アフリカ展示室に盗品であるヴィブラニウム製の利器を展示していたが、観客になりすましたキルモンガーや救急隊員に変装したクロウらによって首尾良く強奪されてしまう。
釜山
物語中盤の舞台となった韓国の広域市。
カジノ
釜山市内にあるチャガルチ市場に構えられた地下式の遊興施設。玄関はソフィアが営む商店の一角に隠されており、金属探知機を通過してドアから入店する。
ここでクロウは、14人もの部下を引き連れて博物館から奪ったヴィブラニウムをアメリカ人の買い手と取引しようとするが、そのことを嗅ぎつけて潜入したティ・チャラたちやエヴェレットと交戦となり、店内は騒然となる。
その後カジノから退店して逃走を計ったクロウらと、ティ・チャラたちによって車道や坂道、広安大橋、広安里など、市内各所を舞台に激しい追跡戦が展開される。
国際連合ウィーン事務局
オーストリアのウィーンにある国連の事務所。かつてここは、“ソコヴィア協定”の署名式が開催されたと同時に、ジモによる爆破テロでティ・チャカが犠牲者の一人として亡くなった場でもある。
エンドクレジット後に、ティ・チャラがワカンダの開国を演説する。

## 他のMCU作品とのタイ・イン
- 本作は、『シビル・ウォー/キャプテン・アメリカ』の出来事の1週間後としてストーリーが展開され、先行登場したキャラクターも登場する。

- 『アベンジャーズ/インフィニティ・ウォー』でも本作のキャラクターが登場し、ワカンダ国が重要なシーンで登場する。

## トリビア

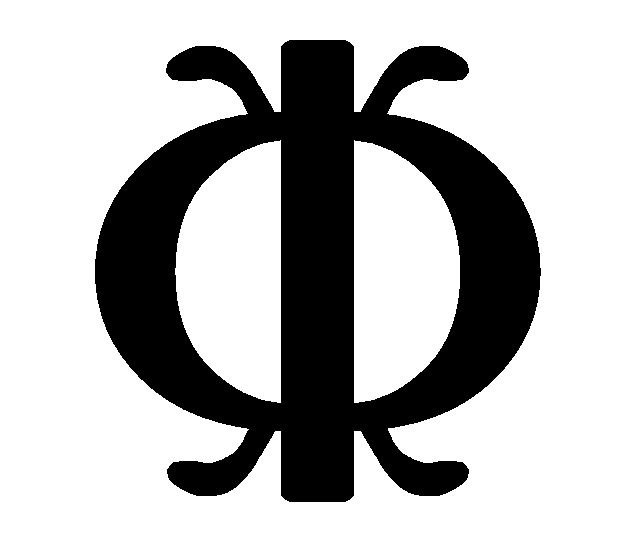
アディンクラ・シンボルの一つ、ワワ・アバ

本作に登場する車両の一部は、前述の通り日本のトヨタ自動車が車両提供をしている。例えば、ブラックパンサー専用の車両は同社の高級車ブランド「レクサス」が販売する「LC500」である。車体は「ヴィブラニウム鉱石」で作られており、銃弾を寄せ付けないといった機能を持っている。ナキア、オコエが乗る車両としてLC500と同じく「ヴィブラニウム鉱石」で作られているレクサスの「GS F」が登場する。ユリシーズ・クロウが釜山で使用する車両としては5代目トヨタ・フォーランナーのカスタムモデルが登場する。
また本作においてはシュリが胸元に紋様の入ったシャツを着用して登場するシーンが存在するが、この紋様について本作の衣裳デザイナーであるルース・カーターは、「このアディンクラ・シンボルは〈目的〉を意味し」、「シュリは確かにワカンダ王国においてある目的を持っています」と説明している。アディンクラ・シンボルとはガーナのアカン人が伝統的に喪服用の布（アディンクラ）に用いてきた紋様のことで様々な種類が存在するが、実際にはその中のワワ・アバ（wawa aba; 文字通りには「オベチェの種」の意）という〈頑丈さ〉や〈忍耐〉を含意するものであると見られている。

### 日本での公開
日本では「国王とヒーロー…2つの顔をもつ男。」「国王として守るか？ ヒーローとして戦うか？」というキャッチコピーで2018年3月1日に公開された。同年2月18日には吹き替え版完成披露試写会が開催され、シュリ役の百田夏菜子、サプライズゲストとして藤岡弘、が登壇して舞台挨拶が行われた。
2月27日には東京都内で公開直前イベントが行われ、Zeebra、SKY-HI、KEN THE 390、MIRI（RHYMEBERRY）、藤森慎吾が参加した。SKY-HIはAAAのメンバーとしても活動しており、2つの顔を持つことがティ・チャラと共通していることからCMにも起用され、CM映像でオリジナルのラップを披露している。また、BAD HOPのメンバーT-PablowとG-K.I.Dのブラックパンサーまつわるワードを用いたフリースタイルラップも公開されている。

## 地上波テレビ放送
| 回 | 放送日        | 放送時間      | 放送局     | 放送枠          | 視聴率 | 備考 | 出典   |
| -- | ------------- | ------------- | ---------- | --------------- | ------ | --- | ------ |
| 1  | 2020年3月20日 | 21:00 - 22:54 | 日本テレビ | 金曜ロードSHOW! | 6.0％  | 地上波初放送。この日は『プロ野球開幕戦 巨人VS横浜DeNA×じわじわくる映像アワード2020 合体!5時間SP』（17:50 - 22:54）のため『金曜ロードSHOW』は休止の予定だったが、プロ野球開幕戦の延期に伴い急遽編成された。 | [ 23 ] |

- 視聴率はビデオリサーチ調べ、関東地区・世帯・リアルタイム。